# William Fitzgerald (Politiker)
William Fitzgerald (* 6. August 1799 in Port Tobacco, Charles County, Maryland; † März 1864 in Paris, Tennessee) war ein US-amerikanischer Politiker. Zwischen 1831 und 1833 vertrat er den Bundesstaat Tennessee im US-Repräsentantenhaus.

## Werdegang
William Fitzgerald wurde zunächst in England erzogen. Nach einem anschließenden Jurastudium und seiner im Jahr 1821 erfolgten Zulassung als Rechtsanwalt begann er in Dover (Tennessee) in seinem neuen Beruf zu arbeiten. Zwischen 1822 und 1825 war er Gerichtsdiener am Bezirksgericht für das Stewart County. Im Jahr 1826 wurde Fitzgerald leitender Staatsanwalt im 16. Gerichtsbezirk von Tennessee. In den 1820er Jahren schloss er sich der Bewegung um den späteren Präsidenten Andrew Jackson an und wurde schließlich Mitglied der von diesem 1828 gegründeten Demokratischen Partei. Zwischen 1825 und 1827 saß er als Abgeordneter im Repräsentantenhaus von Tennessee.
Bei den Kongresswahlen des Jahres 1830 wurde Fitzgerald im neunten Wahlbezirk von Tennessee in das US-Repräsentantenhaus in Washington, D.C. gewählt, wo er am 4. März 1831 die Nachfolge von Davy Crockett antrat. Da er im Jahr 1832 nicht bestätigt wurde, konnte er bis zum 3. März 1833 nur eine Legislaturperiode im Kongress absolvieren. Diese war von den Diskussionen um die Politik von Präsident Jackson geprägt. Dabei ging es unter anderem um die umstrittene Durchsetzung des Indian Removal Act, die Nullifikationskrise mit dem Staat South Carolina und Jacksons Bankenpolitik. Im Kongress wurde der spätere Präsident James K. Polk am 4. März 1833 Fitzgeralds Nachfolger.
Nach seinem Ausscheiden aus dem US-Repräsentantenhaus zog William Fitzgerald nach Paris in Tennessee. Zwischen 1845 und 1861 war er Richter im neunten Gerichtsbezirk seines Staates. Er starb im März 1864 in seiner Heimatstadt Paris.